# Karlie Montana
Karlie Montana (Phoenix, Arizona; 14 de mayo de 1986) es una actriz pornográfica estadounidense.

## Biografía
Karlie Montana, nombre artístico de Jessica Beeman, nació en el seno de una familia con ascendencia alemana, irlandesa y nativoamericana. Entró a la industria en el 2004, a los 18 años de edad. En la gran mayoría de sus actuación sólo realiza escenas lésbicas.
Como actriz, ha trabajado para productoras como Evil Angel, 3rd Degree, Hustler Video, Elegant Angel, Vivid, Adam & Eve, Girlfriends Films, Digital Playground, Sweetheart Video, ClubJenna, Zero Tolerance o Reality Kings, entre otras.
Montana salió dos veces en la portada del calendario de Totally Nerdcore que incluye mujeres desnudas en escenarios fantásticos.
En 2009 recibió sus dos primeras nominaciones en los Premios AVN en las categorías de Mejor escena de trío lésbico por Jack's Big Ass Show 7, junto a Jana Cova y Charlie Laine, y Mejor escena de sexo lésbico en grupo por Girlvana 4, junto a Tori Black, Crissy Moon y Aubrey Addams.
En el año 2015, se alzó con dos Premios AVN por la película Anikka 2 en las categorías de Mejor escena de sexo lésbico en grupo y Mejor actuación solo / tease, ambas compartidas junto a Anikka Albrite y Dani Daniels.
Ha aparecido en más de 700 películas.

## Premios y nominaciones
| Año  | Ceremonia                   | Resultado | Premio                                                 | Trabajo              |
| ---- | --------------------------- | --------- | ------------------------------------------------------ | -------------------- |
| 2012 | Premios AVN                 | Nominada  | Artista femenina no reconocida del año                 | —                    |
| 2013 | Premios AVN                 | Nominada  | Mejor escena de sexo chico/chica                       | Nerdy Girls          |
| 2013 | Premios AVN                 | Nominada  | Mejor escena de trío M-H-M                             | Dani Daniels: Dare   |
| 2013 | Sex Awards                  | Nominada  | Porn's Best Body                                       | —                    |
| 2013 | Sex Awards                  | Nominada  | Sexiest Adult Sta                                      | —                    |
| 2013 | Spank Bank Technical Awards | Ganadora  | Cum Geyser                                             | —                    |
| 2013 | Spank Bank Technical Awards | Ganadora  | Meat Eating, Gun Toting Bad Ass                        | —                    |
| 2014 | Premios AVN                 | Nominada  | Mejor escena de sexo lésbico                           | Girl Squared         |
| 2015 | Premios AVN                 | Ganadora  | Mejor escena de sexo lésbico en grupo                  | Anikka 2             |
| 2015 | Premios AVN                 | Nominada  | Mejor escena de sexo en grupo                          | King James           |
| 2015 | Premios AVN                 | Ganadora  | Mejor actuación solo / tease                           | Anikka 2             |
| 2015 | Premios AVN                 | Nominada  | Premio fan: Mejores pechos                             | —                    |
| 2015 | Premios AVN                 | Nominada  | Premio fan: Culo más caliente                          | —                    |
| 2015 | Spank Bank Awards           | Nominada  | Boobalicious Babe of the Year                          | —                    |
| 2015 | Spank Bank Awards           | Nominada  | Ravishing Redhead of the Year                          | —                    |
| 2015 | Premios XBIZ                | Nominada  | Mejor actriz protagonista                              | Shades of Scarlet    |
| 2016 | Premios AVN                 | Nominada  | Premio fan: Mejores pechos                             | —                    |
| 2016 | Premios XBIZ                | Nominada  | Mejor actriz en película de sexo en pareja             | When It Comes to You |
| 2016 | Premios XBIZ                | Nominada  | Mejor escena de sexo en película de parejas o temática | When It Comes to You |
| 2017 | Premios AVN                 | Nominada  | Mejor escena de sexo lésbico en grupo                  | AJ's Angels          |
| 2017 | Spank Bank Awards           | Nominada  | Baroness of Licking Lady Ass                           | —                    |
| 2017 | Spank Bank Awards           | Nominada  | Most Talented Tongue                                   | —                    |
| 2017 | Premios XBIZ                | Nominada  | Artista lésbica del año                                | —                    |
| 2018 | Premios AVN                 | Nominada  | Artista lésbica del año                                | —                    |